# キューピッドとプシュケ (ダヴィッド)
『キューピッドとプシュケ』（仏: Cupidon et Psyché, 英: Cupid and Psyche）は、フランスの新古典主義の巨匠ジャック＝ルイ・ダヴィッドが1788年に制作した神話画である。油彩。主題はアプレイウスの『黄金の驢馬』で語られているギリシア神話の神エロス（ローマ神話のキューピッド）とプシュケの恋の物語から採られている。ダヴィッドがブリュッセルに亡命していた間に描かれた作品で、パトロンであり収集家であったイタリアのジョヴァンニ・バティスタ・ソンマリーヴァのために制作された。この作品がブリュッセルの美術館で初めて展示されたとき、写実的に表現されたキューピッドの姿が人々を驚かせた。一般的に批評家たちは絵画の型破りな様式とキューピッドの写実的な描写を、亡命中のダヴィッドが衰えた証拠と見なしたが、美術史家たちは神話の人物を表現する伝統的な方法から意図的に逸脱したのだと見なすようになった。現在はアメリカ合衆国オハイオ州クリーブランドにあるクリーブランド美術館に所蔵されている。

## 主題
物語によると王女プシュケはあまりの美しさゆえに愛と美の女神ヴィーナスの生まれ変わりとして人々に崇め奉られた。ヴィーナスは人々が自身を人間の女と同等に扱うことに腹を立て、キューピッドを呼んでプシュケに罰を与えようとする。一方プシュケは美しさゆえに結婚相手が見つからなかったため、両親が心配して神託に伺ったところ、娘に花嫁衣装を着せて怪物の生贄にするよう告げられた。仕方なく両親は娘を怪物が住むという山の頂に置き去りにした。するとプシュケは風にさらわれて宮殿のある谷間に運ばれた。彼女はこの宮殿で夜の間だけ現れる怪物と夫婦の契りを結び、幸福に暮らした。この怪物は実はプシュケに恋をしたキューピッドで、母親を怒らせないように自身の正体を秘密にしていた。のちにプシュケは怪物の正体が知りたくなり、燈火で眠っている怪物の姿を照らしてみると、そこにいたのはキューピッドであった。しかし燈火の油をうっかりキューピッドの身体に落としてしまうと、キューピッドは驚いていずこかに逃げ去った。プシュケは後悔して世界中を探したが夫は見つからず、キューピッドの母ヴィーナスに捕らえられ、無理難題を課せられた。プシュケは最後に冥府の女王ペルセポネの美の箱を持ってくるよう命じられたが、好奇心に負けて箱の中を見てしまい、深い眠りに落ちてしまった。一方のキューピッドも妻を忘れることができず、探していると、眠っているプシュケを発見し、再会を果たした。

## 制作背景
『キューピッドとプシュケ』はダヴィッドが亡命している間に完成させた最初の絵画である。ダヴィッドの構想は1813年のパリまでさかのぼるが、ワーテルローでの敗戦によりナポレオンが失脚し、ブルボン朝が復活したとき、ダヴィッドは国王ルイ16世の死刑に票を投じた過去があったために国外に逃亡せざるを得なかった。その後、ダヴィッドはなおも彼の名声を慕う愛好家ソンマリーヴァのために亡命先のブリュッセルでこの作品を描き上げた。ソンマリーヴァはコモ湖の湖畔にある邸宅に、この作品を他の新古典主義の絵画とともに飾るつもりでいた。

## 作品

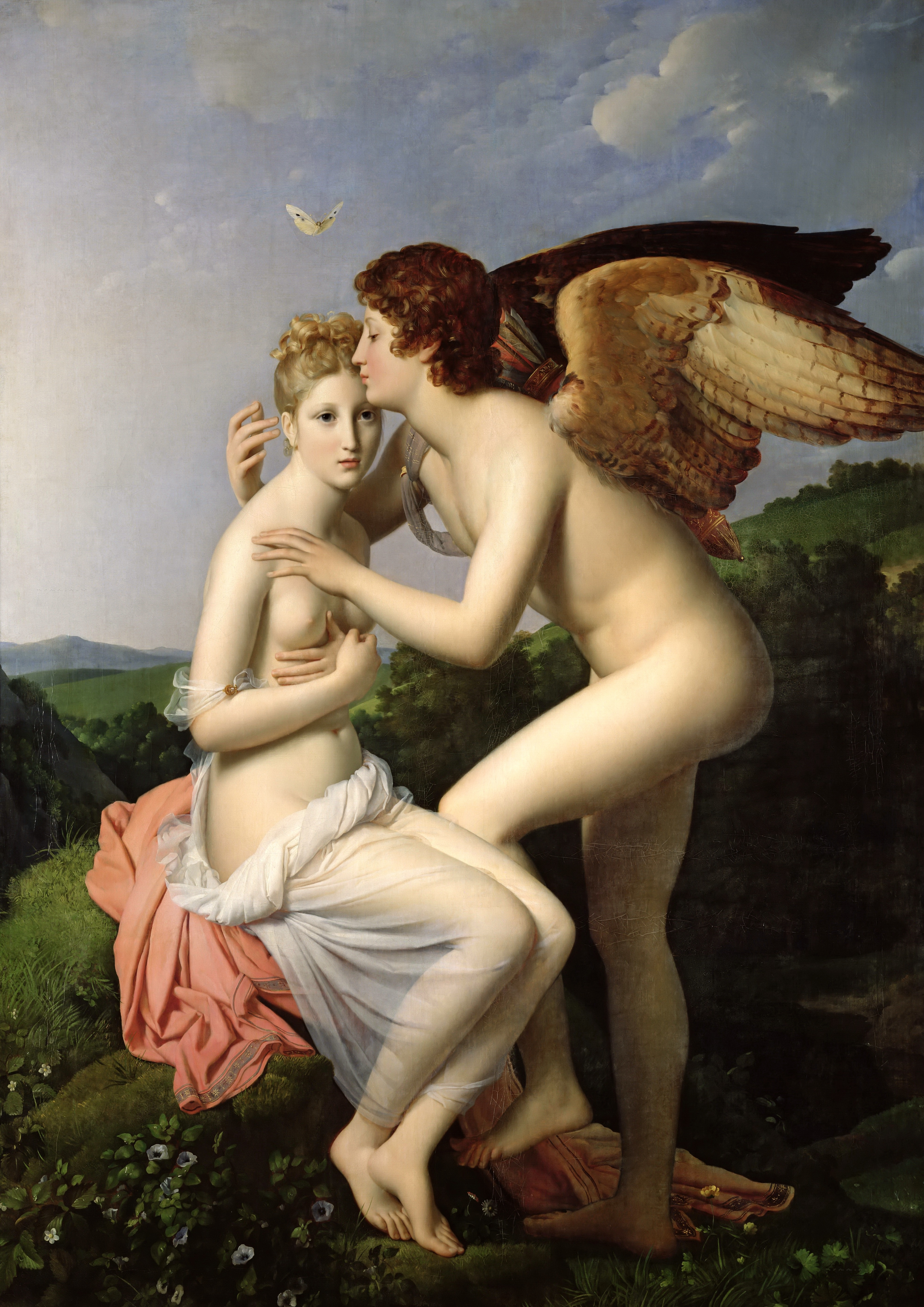
フランソワ・ジェラールの『キューピッドとプシュケ』。1798年。ルーヴル美術館所蔵。

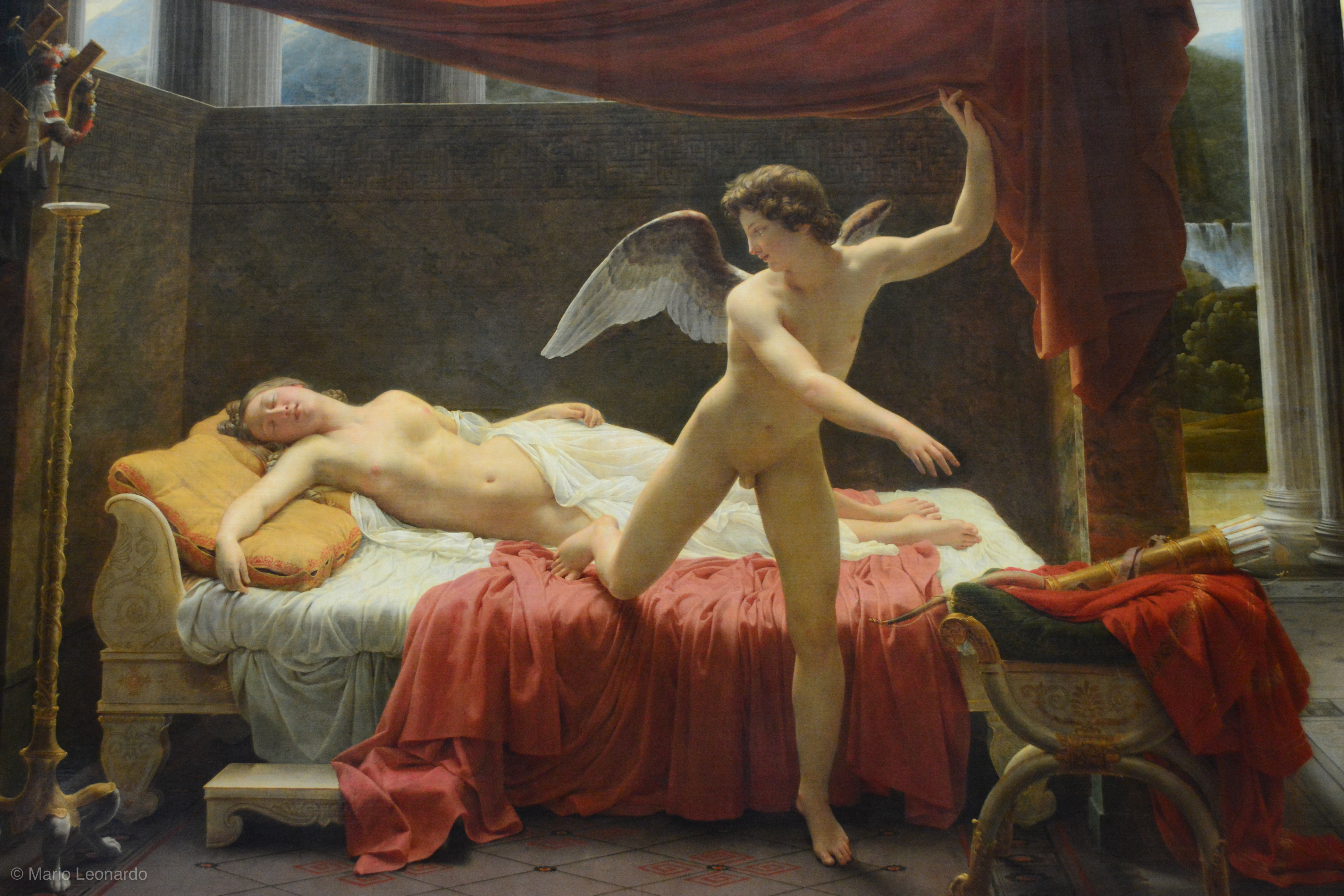
フランソワ＝エドゥアール・ピコの『キューピッドとプシュケ』。1817年。同美術館所蔵。

ダヴィッドはキューピッドがプシュケと一夜を過ごしたのちに、朝早くこっそりとベッドを抜け出して立ち去ろうとする瞬間を捉えている。キューピッドは右足を床に降ろして立ち上がろうとしており、笑みを浮かべた顔を鑑賞者のほうに向けている。キューピッドの幸福そうな表情は青春の喜びを伝えている。そのすぐそばにはアトリビュートの弓と矢筒がベッドに立て掛けてある。一方のプシュケは心地よさげにキューピッドに寄りかかりながら眠っている。彼女の頭上には小さな白い蝶が飛んでいる。画面のかなりの部分はベッドの天蓋で覆われ、中央下のベッドの側面には円形に並べられた小さな星とその中に配置された蝶の意匠が装飾されている。画面右には窓があり、夜明け前であることを示す薄明に包まれた山々の風景が見える。
ダヴィッドはプシュケが監禁されている境遇を伝えようとしているため、背景は装飾的で雑然としている 。暗く深い色彩の巨大な天蓋が背景の設定と対照的である。美術史家メアリー・ヴィダル（Mary Vidal）はアプレイウスの「寓意への欺瞞的なアプローチ」を再現していると主張している。ダヴィッドはアプレイウスの原作の曖昧さと意味の逆転に取り組んでおり、風景は「旅、再生、啓蒙」を象徴しており、プシュケの状況と対照的である。キューピッドとプシュケの身体は背景の暗い色と対照的に光で明るく照らされており、彼らの非理想的な外見をさらに際立たせている。
ダヴィッドは亡命する前に制作を開始し、ブリュッセルに到着してからデザインに大幅な変更を加えた。この変更は構図をキャンバスに移した後に行われたが、これは異例のことだった。最大の変更点はナポレオンが権力を握っていた時代を思い起こさせる帝政様式のインテリアの装飾であった。
それまでダヴィッドは古代美術の模倣者と見なされることが多かった。彼の典型的な様式はドイツの美術史家ヨハン・ヨアヒム・ヴィンケルマンが「理想の美」と表現したものであり、理想化された身体イメージに焦点を当てていた。以前のダヴィッドの様式はそのシンプルさも特徴としていた。『キューピッドとプシュケ』はこれらの特徴から大きく逸脱しており、パリで初めて公開されたとき、多くの鑑賞者はこれをダヴィッドが亡命したことによる悪影響の象徴と見なした。ダヴィッドは書簡の中で、キューピッドとプシュケの物語に興味を持ち、写実主義の使用を通して使い古されたテーマに新しいひねりを加えたかったのだと述べている。キューピッドが10代男子のぎこちない表情をしている理由は、アメリカ人外交官の17歳の息子ジェームズ・ギャラティンが絵画のためにヌードでポーズをとったことで説明できるかもしれない。
プシュケの頭上の蝶は美術史家イッサ・ランプ（Issa Lampe）によると「死と超越」を象徴しており、キューピッドが毎朝プシュケのもとを去っていくことの説明として機能している。
この絵画の最も印象的な細部はキューピッドの身体と表情の超写実主義的な描写である。ダヴィッドのオリジナルの習作は追放される前からキューピッドをこのように描くつもりであったであったことを示している。キューピッドの翼もこの様式を継承しており、使い古されて醜く、神々しさよりもむしろ死すべき領域の一部であるように見える。

### 分析

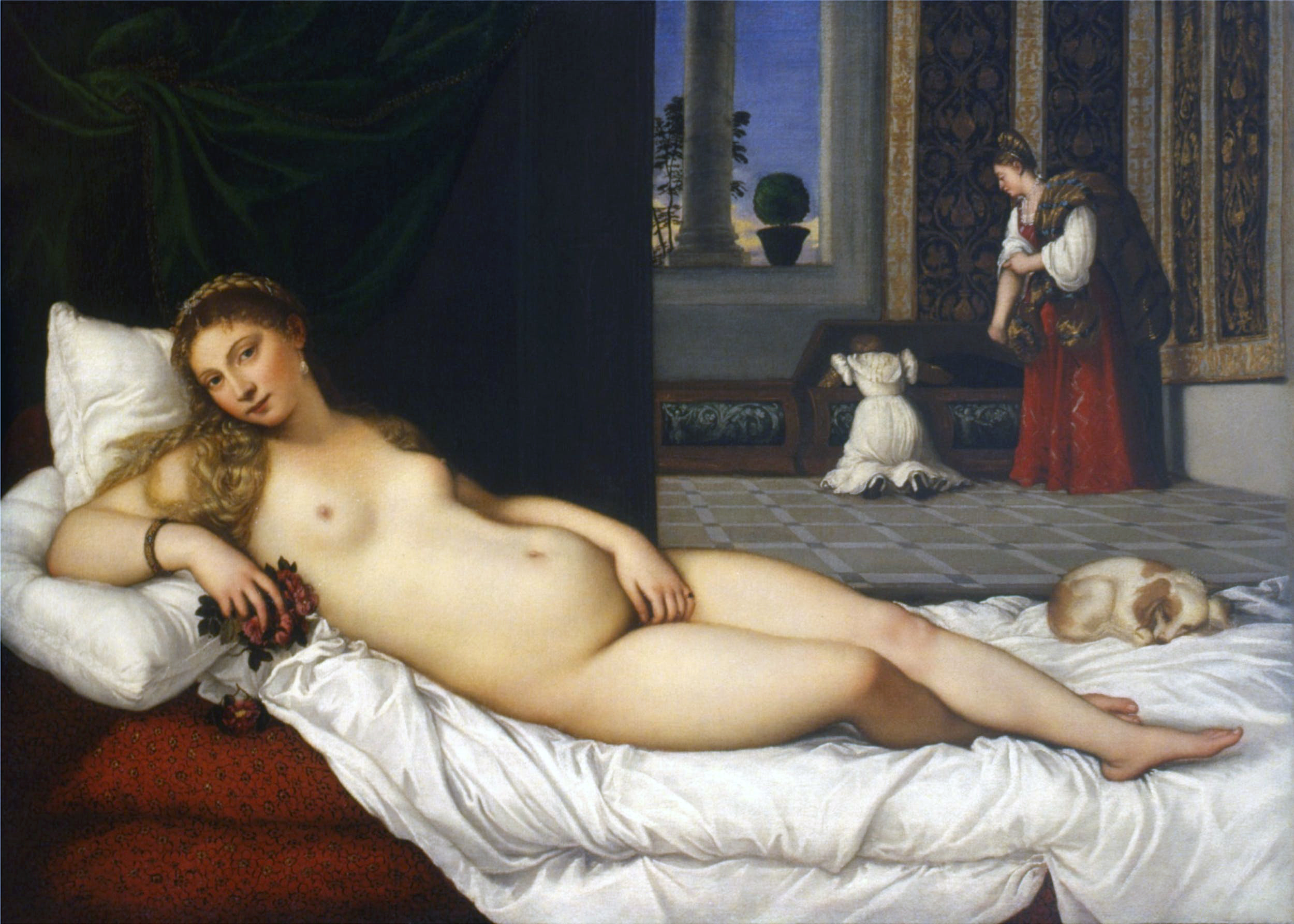
ティツィアーノ・ヴェチェッリオの『ウルビーノのヴィーナス』。1538年。ウフィツィ美術館所蔵。

この絵画の分析は、通常、神話の伝統的な扱い方から逸脱したキューピッドの写実的な描写に焦点が当てられる。フランソワ・ジェラールが1798年に制作した『キューピッドとプシュケ』（L'Amour et Psyché）がたまに比較対象として引用される。ジェラールの作品ではキューピッドもプシュケも理想化されて描かれ、若者の愛の純粋さを強調している。神話の伝統的な描写もキューピッドであることを暗示しておらず、おおむね無垢で美しい人物として描かれている。美術史家たちはまたダヴィッドの作品を弟子フランソワ＝エドゥアール・ピコの1817年の絵画『キューピッドとプシュケ』（L'Amour et Psyché）と比較している。この作品は主題、ベッドの向き、舞台装置のような背景、ドレープの扱い、全体的な色調など多くの点でダヴィッドと類似しているが、師と同じくキューピッドが立ち去る瞬間を取り上げて、理想的な方法で描いている。ただし、ピコの作品に描かれた夜明け前の曖昧な外光の扱いに比べて、ダヴィッドの作品ではよりリアリティに富んでいる。
ダヴィッドの作品ではキューピッドは邪悪に見えるのに対してプシュケは傷つきやすそうに見え、2人はやや倒錯した関係であることを示唆している。キューピッドはほとんど不健康に見える。顔色は濁り、表情やボディランゲージが表す感情は愛情というよりはむしろ敵意に近く、痩せた身体は当時の典型的な理想化された身体とかけ離れている。美術史家ドロシー・ジョンソン（Dorothy Johnson）によると、これはキューピッドとプシュケの間の「この力関係に鑑賞者が加担する」ため、絵画を見るときに居心地の悪い感覚を生み出す。
プシュケのポーズはティツィアーノ・ヴェチェッリオやコレッジョの横たわる女神の描写とも比較されている。彼女の表情は純真で美しい。プシュケがまだ眠っていることは、彼女が傷つきやすい存在であることを強調している。愛らしいプシュケと品のないキューピッドの対比は、美術史家が絵画に見出した斬新さにとって重要である。

## 当時の反応
絵画は完成すると、イタリアに運ばれる前にブリュッセルとパリで展示された。ブリュッセルでは絵画は好評であったが、パリでの評判は芳しくなかった。絵画が初めてパリで公開されたとき、支持する記事が2つ掲載されたが、それらはおそらくダヴィッド自身に影響されたものであろう。両記事ともに写実主義に焦点を当てており、ある記事では神話に対する「純粋に歴史的な」アプローチであると述べている。ピコの作品と比較すると写実主義はさらに一部の人々から賞賛された。しかし、反応の大部分はダヴィッドに対して否定的であった。多くの人々はダヴィッドの英雄的な表現に慣れていたし、写実主義が性的な含意を仄めかすための不道徳な描写と見なされたように、支配階級はより理想化された作品を好んだ。ダヴィッドは絵画をパリに送る際に、友人や弟子たち、特にダヴィッドの支持者として知られていたアントワーヌ＝ジャン・グロの評を求めた。これに対してグロは構図や、配置、形はギリシア芸術を思わせ、熱を帯びた色調とその真実味はティツィアーノやジョルジョーネを思わせると述べた。また欠点についてもプシュケの足指が出すぎていること、キューピッドが左足にひっかけている布が長すぎること、また「キューピッドの頭部は幾分牧神のような特徴があり、手はやや暗く、何よりも十分に洗練されていない」と述べた。他の批評家たちは典型的な外見から逸脱したキューピッドに困惑し、そのねじれに動揺した。

## 来歴
ソンマリーヴァの死後の1839年2月18日から23日にかけてパリのデュボワ（Dubois）で競売にかけられ、美術収集家ジャム＝ザレクサンドル・ド・プルタレス＝ゴルジエによって購入された。その後、プルタレス＝ゴルジエの死から25年を経た1880年にコレクションが競売にかけられ、ドイツの詩人ハインリヒ・ハイネの従兄弟にあたるカルル・ハイネの夫人セシル・フルタード＝ハイネが1,450フランで購入した。その後、絵画は1913年までにミュラ王子が取得した。1961年3月2日、美術商のローゼンバーグ＆シュティーベル（Rosenberg & Stiebel）はミュラの競売で絵画を245,000フランで購入し、翌1962年にクリーブランド美術館に売却した。